# 1456 en Angleterre
Chronologie de l'Angleterre
- 1452
- 1453
- 1454
- 1455
- 1456
- 1457
- 1458
- 1459
- 1460

Cette page concerne l'année 1456 du calendrier julien.

## Naissances en 1456
- 11 juin : Anne Neville, reine consort d'Angleterre
- Date inconnue :
  - William Brandon, porte-étendard
  - Richard Coffin, shérif du Devon
  - Robert Drury, speaker de la Chambre des communes
  - Francis Lovell, 1er vicomte Lovell
  - Roger Lupton, clerc et chapelain
  - Ralph Neville, 3e comte de Westmorland
  - Marie Woodville, comtesse de Pembroke

## Décès en 1456
- 4 janvier : Ralph de Cromwell, 3e baron Cromwell (en)
- 2 avril : Robert Dingley, member of Parliament pour le Hampshire
- 3 novembre : Edmond Tudor, 1er comte de Richmond
- Date inconnue :
  - Thomas Lisieux, doyen de Saint-Paul
  - Watkyn Vaughan, noble